# Homoneura hymenophallus
Homoneura hymenophallus är en tvåvingeart som beskrevs av Mitsuhiro Sasakawa och Ikeuchi 1982. Homoneura hymenophallus ingår i släktet Homoneura och familjen lövflugor. Inga underarter finns listade i Catalogue of Life.